# Cantinflas
Mario Fortino Alfonso Moreno Reyes (Ciudad de México, 12 de agosto de 1911-Ciudad de México, 20 de abril de 1993), conocido por su pseudónimo Cantinflas, o también simplemente como Mario Moreno, fue un mimo, actor, productor, guionista y comediante mexicano. Fue mundialmente conocido gracias a sus interpretaciones de personajes multifacéticos, aunque todos ellos desarrollados en torno a un único personaje en común, al cual él justamente dio en llamar «Cantinflas».
El personaje es asociado con la identidad nacional de México y le permitió a Cantinflas establecer una larga y exitosa carrera cinematográfica que incluyó su incursión en Hollywood, California, Estados Unidos. Se convirtió en un ícono mexicano y su legado perdura hasta nuestros días e incluso Charles Chaplin comentó una vez que era el mejor comediante vivo para entonces. En los Estados Unidos, es recordado como coprotagonista con David Niven en la película ganadora del Óscar a la mejor película titulada La vuelta al mundo en 80 días, por la cual Moreno ganó un Globo de Oro al mejor actor en comedia o musical.
Se dice que el estilo de salir a hacer comedia, disfrazado de «peladito» (mexicanismo utilizado para definir a una persona "inculta"), lo tomó del comediante Manuel Medel. El humor de Cantinflas tan cargado de aspectos lingüísticos del habla mexicana, tanto en la entonación, como en el léxico o la sintaxis, fue tan celebrado por todos los países hispanohablantes en Latinoamérica y España, que surgió toda una gama léxica de nuevas palabras: ser un cantinflas, cantinflear, cantinflada, cantinflesco o cantinflero.
A pesar de que algunas de sus películas fueron dobladas al inglés y al francés, los juegos de palabras tan particulares en el español de México resultaban difíciles de traducir. Su gran éxito lo logró entre el público hispanohablante, en Hispanoamérica, los Estados Unidos, la Guinea Ecuatorial y España.
Como pionero del cine mexicano, Mario Moreno contribuyó a su florecimiento durante la época de oro del cine mexicano. En su vida también fungió como empresario y se involucró en la política de México. Aunque fue conservador, su reputación como portavoz de los desprotegidos le proporcionó autenticidad y se convirtió en una figura importante en la lucha contra el charrismo sindical, que es la práctica del gobierno de un solo partido, para manejar y controlar a los sindicatos.
El 29 de agosto de 2014, fue estrenada una película en su memoria protagonizada por el actor español Óscar Jaenada, que se centra en su llegada al cine de Hollywood, a finales de la década de 1950.

## Biografía

### Primeros años

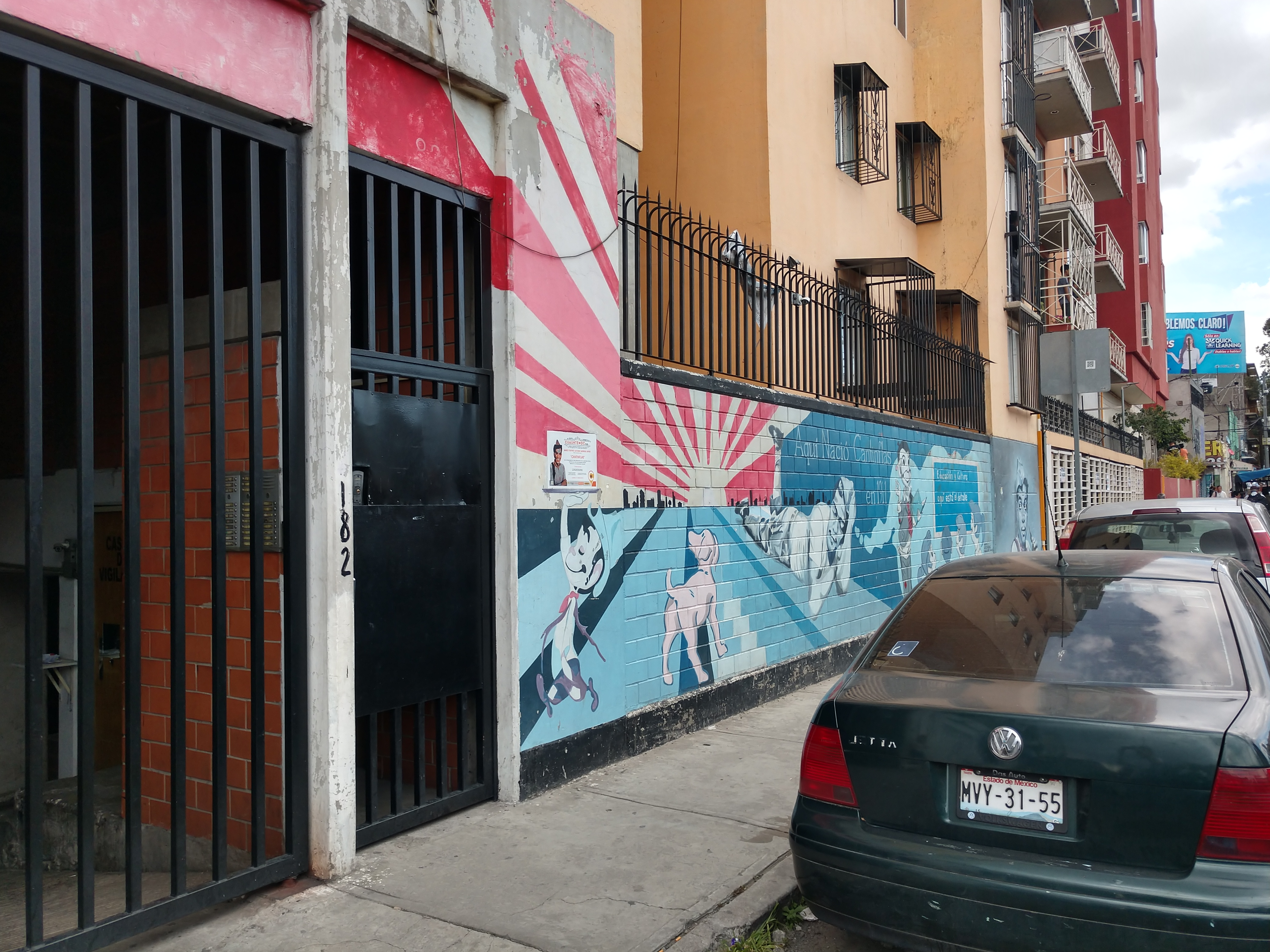
Edificio de departamentos que ocupa el predio de la vecindad donde nació Mario Moreno, Cantinflas, antigua sexta calle de Santa María la Redonda, hoy Eje Central Lázaro Cárdenas 182.

Mario Moreno Reyes (Cantinflas) fue el sexto de catorce hijos del matrimonio formado por el cartero Pedro Moreno Esquivel y María de la Soledad Reyes Guízar. De los catorce hijos, sobrevivieron solo ocho al parto: Pedro, José, Catalina, el propio Mario, Eduardo, Esperanza, Enrique y Roberto. Se crio en Santa María la Redonda, cerca del barrio mexicano de Tepito.
Se dedicó a diversos trabajos, fue ayudante de zapatero, para después ascender a «bolero» (limpiabotas), «mandadero», cartero, taxista, empleado de billar, boxeador y hasta torero. A principios de 1928 se alistó en el ejército mexicano como soldado de infantería con estudios de mecanógrafo, pero el 23 de mayo de ese año su padre envió una carta al ejército en la que solicitaba la baja de su hijo. El motivo no era otro que la edad de Mario: tenía dieciséis años y había mentido, fingiendo que tenía veintiuno.
Se casó con la moscovita Valentina Ivanova el 27 de octubre de 1934. Tenía veintitrés años y permanecieron juntos hasta la muerte de ella, en 1966. Debido a la imposibilidad de la pareja de tener hijos en 1962 adoptaron a un niño de un año, a quien llamaron Mario Arturo Moreno Ivanova (1960-2017). La madre biológica del niño, Marion Roberts, con problemas de salud, se suicidó poco tiempo después y hubo rumores, sin confirmar, que continúan hoy día, de que el niño era en realidad hijo biológico del actor.
Su personalidad cómica lo llevó a las carpas de los circos y de ahí pasó al teatro y al cine. En los escenarios populares compartió créditos con el socio artístico de sus primeros años, Manuel Medel Ruiz, con el que además filmó tres películas entre 1937 y 1939. 
Moreno fue presidente de la Asociación Nacional de Actores (ANDA) y fue el primer secretario general del Sindicato de Trabajadores de la Producción Cinematográfica (STPC). Tras retirarse, Mario Moreno dedicó su vida a ayudar a los demás a través de la caridad y de organizaciones de beneficencia, sobre todo las de ayuda a la infancia.
Bajo los escenarios, Mario era un hombre culto y reservado, que aplicaba el perfeccionismo en sus trabajos.

### Inicios en el espectáculo

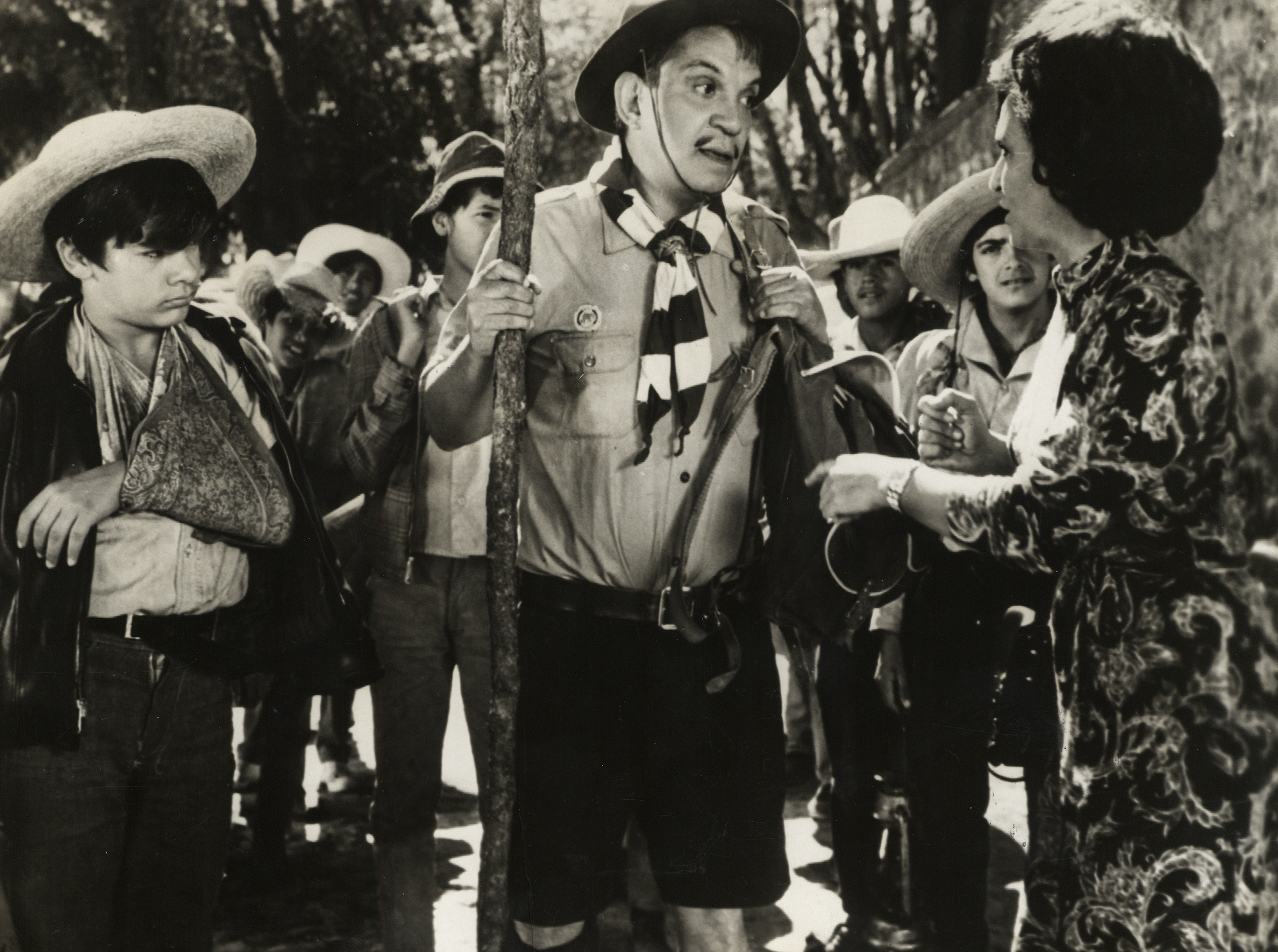
Cantinflas en la película El profe (1971)

Antes de comenzar su vida profesional, exploró un número de posibles carreras como la de químico, el boxeo e incluso ser torero profesional antes de unirse al mundo del espectáculo como bailarín. Para 1930, ya se presentaba en el circuito de carpas de la Ciudad de México y se turnaba entre las carpas Ofelia, Sotelo de Azcapotzalco y finalmente la carpa Valentina, donde conoció a su futura esposa. Al principio trató de imitar a Al Jolson, pintándose la cara de negro, pero después formó su propio personaje inspirándose en los habitantes de los barrios pobres, con pantalones holgados, una soga como cinto y un bigote muy particular. En las carpas bailaba, realizaba acrobacias y otros varios oficios.

### Cantinflas

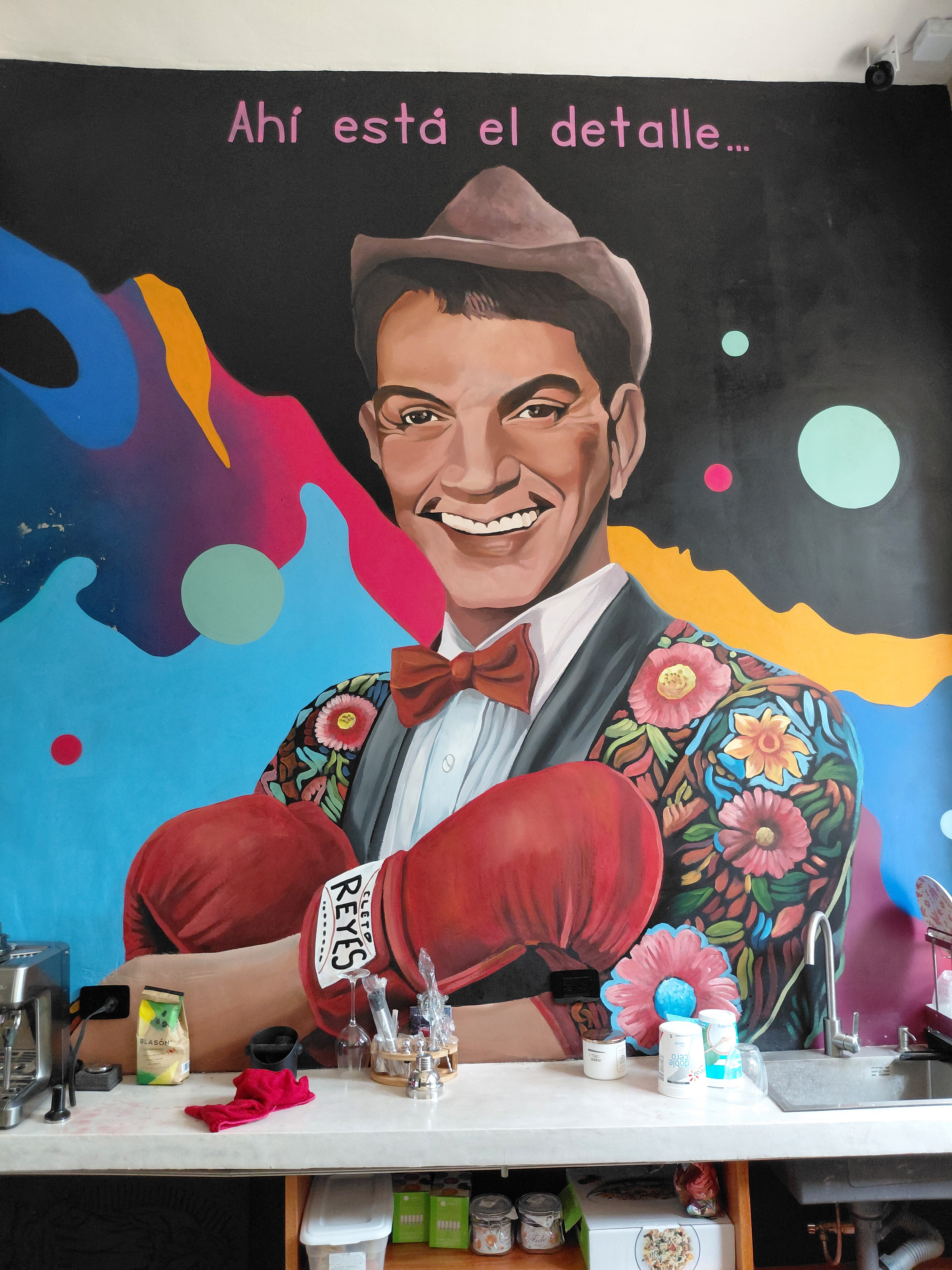
Mural de Cantinflas con su frase icónica "ahi está el detalle"

Cantinflas, el personaje, nace —según una entrevista concedida por el propio Mario Moreno en 1961 a Luis Suárez de la revista Siempre!— en la ciudad de Xalapa, Veracruz, México, exactamente en el corazón de ésta; el conocido parque Juárez, el parque principal de la ciudad.
De joven realizaba una variedad de actos en carpas rodantes y fue en ellas donde recibió el apodo de «Cantinflas»; sin embargo, el origen del nombre se pierde en la leyenda. Según un obituario, es un nombre sin significado alguno, que fue inventado a fin de evitar que sus padres se enteraran de que trabajaba en el negocio del espectáculo, que consideraban una ocupación vergonzosa. Esta es la explicación que dio el propio Mario Moreno en su última entrevista televisiva en 1992.
En otra versión, el ensayista mexicano Carlos Monsiváis cita el legendario origen del discurso del personaje:

De acuerdo a una leyenda con la que él está de acuerdo, el joven Mario Moreno, intimidado por el pánico escénico, una vez en la carpa Ofelia olvidó su monólogo original. Comenzó a decir lo primero que le viene a la mente en una completa emancipación de palabras y frases y lo que sale es una brillante incoherencia.

Los asistentes lo atacan con la sintaxis y él se da cuenta: el destino ha puesto en sus manos la característica distintiva, el estilo que es la manipulación del caos. Semanas después, se inventa el nombre que marcará la invención. Alguien, molesto por las frases sin sentido grita: «Cuánto inflas» o «en la cantina inflas», la contracción se crea y se convierte en la prueba del bautismo que el personaje necesita.
Carlos Monsiváis

Pero según el sobrino del actor esta teoría es una invención de la gente que provocaba la risa de Mario Moreno. Además, afirma que el nombre fue una creación propia del actor y que su verdadero origen se lo llevó con él a la tumba.

### Carrera cinematográfica

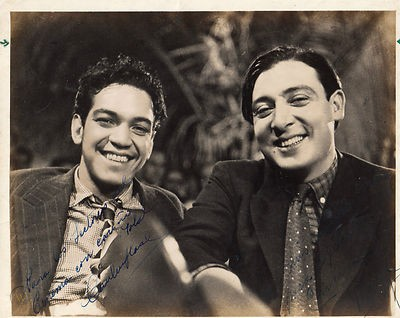
Cantinflas (izquierda) junto a Manuel Medel, c. 1938.

A finales de la década de 1930, Cantinflas conoció a Santiago Reachi Fayad, empresario y dueño de POSA (siglas de: Publicidad Organizada S.A.), Reachi fue uno de los pioneros de la publicidad en México, al ver la actuación de Cantinflas en el Follies, lo contrata como empleado de la compañía POSA, para publicitar bebidas, pilas eléctricas, automóviles.
Reachi crea POSA Films, S.A. para que Cantinflas pudiera filmar películas con un mejor presupuesto de lo que había hecho a la fecha, el éxito de las películas iniciales fue arrasador y fue en 1943, que el representante comercial Jacques Gelman compró acciones en la compañía productora cinematográfica Posa Films, S.A. creada por el productor Santiago Reachi, donde Cantinflas era el artista exclusivo y Reachi logró internacionalizar la figura de Cantinflas; Reachi, producía, dirigía y distribuía, mientras Cantinflas actuaba. Esta sociedad Reachi-Moreno-Gelmans fue muy conflictiva porque Reachi insistía en conservar las improvisaciones y el carácter «del pueblo» de Cantinflas, mientras que Gelmans quería doblar la voz de Cantinflas a varios idiomas y evitar improvisaciones, Reachi abandona la sociedad por su inconformidad sobre el doblaje de la voz a diferentes idiomas y por el cambio en la esencia del personaje.
Cantinflas hizo su debut en 1936 en la película No te engañes corazón pero la película recibió poca atención. En 1939, Reachi fundó Posa Films, produciendo películas cortas que le permitieron desarrollar el personaje de Cantinflas, pero fue en 1940 cuando finalmente se convirtió en una estrella después de rodar Ahí está el detalle. La frase que le dio su nombre a la película se convirtió en su principal frase por el resto de su carrera. La película fue un éxito en Hispanoamérica, y fue reconocida por la revista Somos (México), como una de las diez más grandes producciones de México.
En 1941, hizo primero el papel de un oficial de policía en la película El gendarme desconocido. Para entonces ya se había distinguido bastante del típico «peladito» de la década de 1920 y su personaje pasaba cómodamente de ser el hombre marginado de clase baja a poderoso servidor público. La naturaleza política de la retórica del cantinflismo facilitó esta fluidez. Volvería a tomar el papel del «agente 777» y sería homenajeado por las fuerzas policíacas en toda Hispanoamérica por su imagen positiva de la aplicación de la ley.
Ni sangre ni arena, una película satírica acerca del toreo en 1941, rompió niveles de taquilla de películas mexicanas en varios países de América. En 1942 se unió con Miguel M. Delgado y Jaime Salvador para producir una serie de parodias, incluyendo una de El circo de Chaplin.

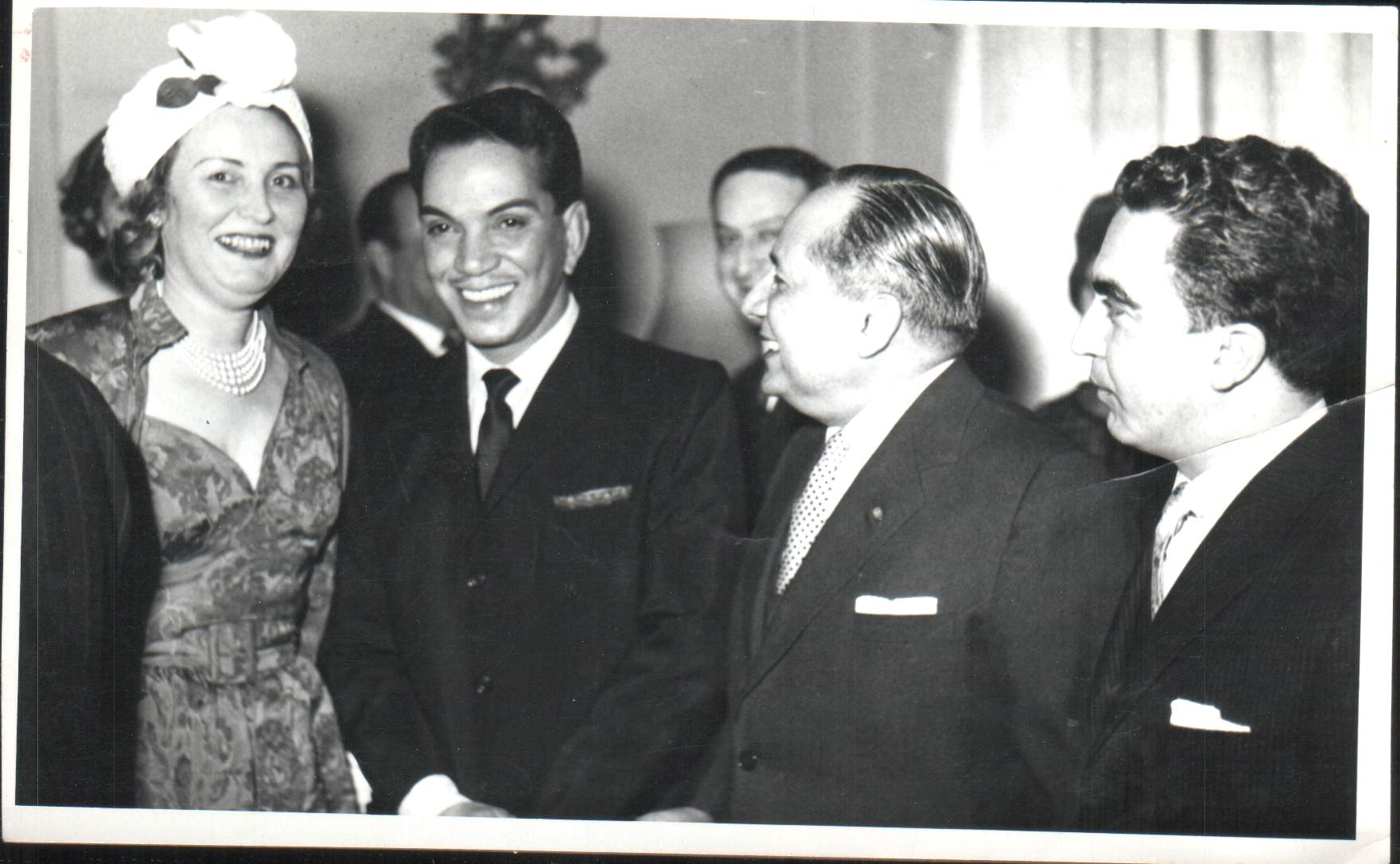
Cantinflas con el cónsul de Alemania Enrique Fernández Rivera y su esposa Hildegarda en 1961

Las décadas de 1940 y 1950 fueron las mejores para Cantinflas. En 1946 dejó de trabajar con las compañías mexicanas y firmó contratos con Columbia Pictures. Para entonces, su popularidad era tal, que pudo prestar su prestigio a la causa de los trabajadores mexicanos, representando a la Asociación Nacional de Actores en conversaciones con el presidente Manuel Ávila Camacho. Sin embargo las pláticas no dieron buenos resultados y como resultado de un escándalo, decidió retractarse y regresar al teatro.
El 30 de agosto de 1953, Cantinflas inició la presentación de su obra teatral Yo, Colón en el Teatro de los Insurgentes, el mismo teatro que se había visto envuelto en una controversia sobre un mural de Diego Rivera que incorporaba imágenes de Cantinflas y de la Virgen de Guadalupe. Los críticos, incluyendo ciertos grupos conservadores y el arzobispo Luis María Martínez, tildaron la obra como "blasfemia" y finalmente fue pintada sin la imagen de la Virgen.
Yo, Colón colocaba a Cantinflas en el personaje de Cristóbal Colón quien, mientras continuaba «descubriendo América» hacía observaciones cómicas, históricas y contemporáneas desde diferentes perspectivas. Las bromas cambiaban cada noche y Moreno continuó empleando su juego de palabras y doble sentido para atacar a los políticos.
En 1956, La vuelta al mundo en 80 días, el debut estadounidense de Cantinflas, lo hizo ganar un Globo de Oro en la categoría de mejor actor de musical o comedia; en esta cinta actuó junto al actor inglés David Niven. La revista Variety dijo en 1956 que su calidad chaplinesca contribuyó al éxito de la película que recaudó 42 millones de dólares en taquilla. Mientras que Niven apareció como actor principal en los países de habla inglesa, Cantinflas lo fue en el resto de los países. Como resultado de la película, Cantinflas se convirtió en el actor mejor pagado del mundo.
La segunda película estadounidense de Cantinflas, Pepe, intentó replicar el éxito de la primera. La película incluyó apariciones relámpago o cameos, de Frank Sinatra, Judy Garland, Bing Crosby, Zsa Zsa Gabor, Sammy Davis Jr., Dean Martin, Maurice Chevalier, Janet Leigh, Edward G. Robinson, Gary Cooper, Bobby Darin, César Romero, Debbie Reynolds y otras estrellas. Su humor, profundamente arraigado en la lengua española, no se pudo traducir bien para las audiencias estadounidenses y la película fue una notable decepción taquillera. A pesar de eso, recibió otra nominación al Globo de Oro por su actuación.
En 1992, durante una entrevista estadounidense, Mario Moreno confesó que el principal impedimento para su éxito en los Estados Unidos era la barrera de la lengua. Después de regresar a México, Cantinflas creó su propia compañía, Cantinflas Films, y continuó haciendo películas hasta su última, que fue El barrendero, realizada en 1981.
Como Charlie Chaplin, Cantinflas era un satírico social. Hacía el papel de «el peladito», un don nadie, con esperanzas de tener éxito. Con admiración mutua, Cantiflas fue influido por las primeras películas de Chaplin así como por su ideología. El Circo era una «sombra» del cine mudo de Chaplin. El Circo y Si yo fuera diputado tenían muchas cosas en común con la película de 1940, El gran dictador.
Las películas de Cantinflas, hasta la fecha le siguen generando ganancias a Columbia Pictures. En 2000, Columbia informó un aproximado de 4 millones de dólares generado por las ganancias de la distribución en otros países.

### Impacto

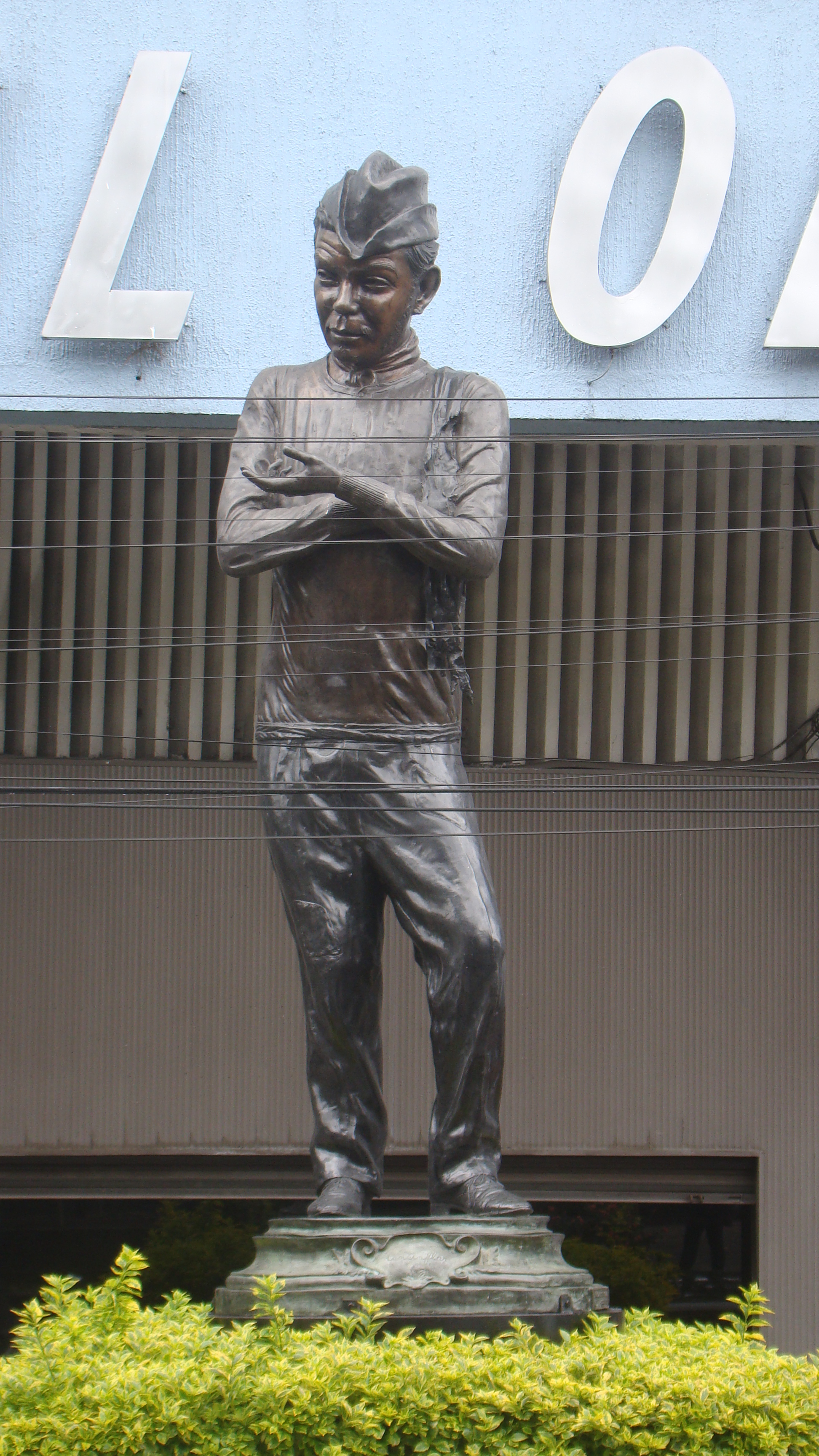
Estatua en honor a Cantinflas en el Hospital Álvaro Obregón en la Ciudad de México

Entre las cosas que lo hicieron querido por el público estaba el uso cómico del lenguaje en sus películas; sus personajes (los cuales casi todos era una variación del mismo personaje, pero en diferentes papeles y situaciones) entablaban una conversación normal para después complicarla al punto de que nadie entendía lo que estaba diciendo.
El personaje de Cantinflas era particularmente adepto a ofuscar la conversación cuando le debía dinero a alguien, al cortejar señoritas o al tratar de salir de problemas con las autoridades, arreglándoselas para humillarlas sin que se dieran cuenta.
A esta forma de hablar se le llamó cantinfleada y se convirtió en español en una forma de decir ¡estás cantinfleando! cada vez que a alguien le era difícil entender la conversación. La Real Academia Española incluyó el verbo cantinflear y las palabras cantinflas y cantinflada en su diccionario en 1992. Posteriormente añadió los adjetivos cantinflesco, cantinflero y acantinflado y el sustantivo cantinfleo.
En el campo de las artes visuales, artistas de la talla de Rufino Tamayo y Diego Rivera pintaron a Cantinflas como un símbolo del hombre mexicano. La banda de punk estadounidense Mindless Self Indulgence grabó una canción sobre Cantinflas llamada Whipstickagostop.
El estilo de Cantinflas y el contenido de sus películas llevó a muchos estudiantes a concluir que él había influido los muchos teatros que pasaban el mensaje del Movimiento Chicano durante las décadas de 1960 y 1970 en los Estados Unidos, de los cuales, el más importante era El Teatro Campesino. El movimiento del teatro era una parte importante del renacimiento cultural que era la contraparte social del movimiento político por los derechos civiles de los mexicano estadounidenses. Su uso de los estilos y temas sociales es visto como un precursor del teatro chicano.
En la década de 1970, apareció una serie de dibujos animados llamado El Show de Cantinflas protagonizada por una caricatura animada. El show estaba dirigido a los niños y tenía un propósito educativo. El personaje animado era llamado "Amigo" y se concentraba en una variedad de temas para educar a los niños que iban desde el origen del fútbol hasta el origen de la Línea internacional de cambio de fecha.
Aunque Cantinflas nunca logró en Estados Unidos el mismo éxito que cosechó en México, fue homenajeado con una estrella en el paseo de la fama de Hollywood. Recibió dos nominaciones al premio Globo de Oro en la categoría de mejor actor y el reconocimiento a los logros de su vida por parte de la Academia Mexicana de Artes y Ciencias Cinematográficas.
El premio Mario Moreno Cantinflas es entregado anualmente a los actores que representan a la comunidad hispana con el mismo humor y distinción que el legendario Cantinflas y que, como Cantinflas, usan su poder para ayudar a los más necesitados.
Las películas de Cantinflas son distribuidas en Estados Unidos por Laguna Films.

### Respuesta crítica

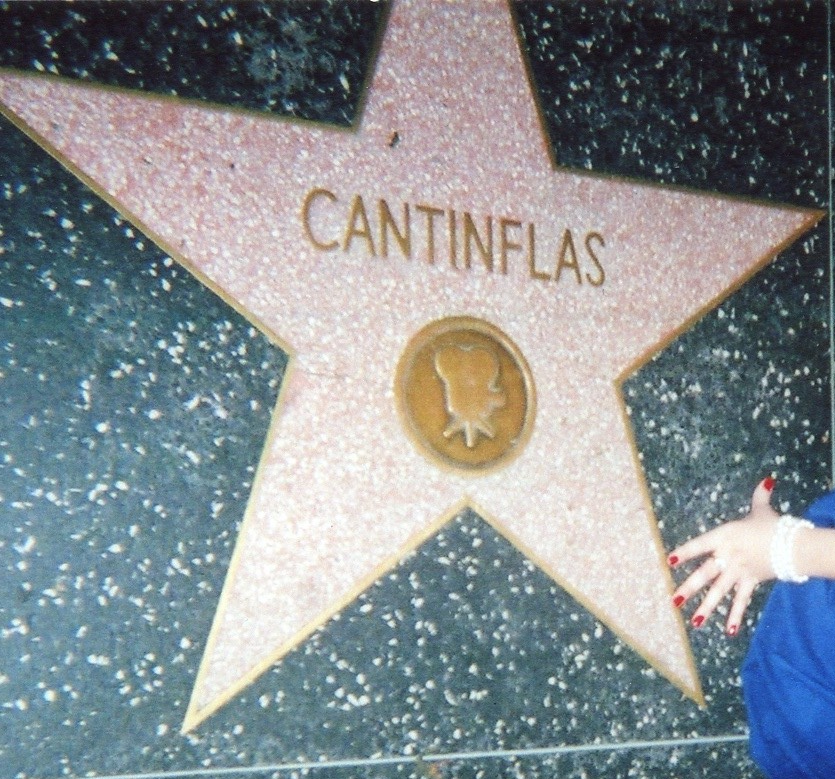
Estrella con el nombre de Cantinflas en el paseo de la fama de Hollywood.

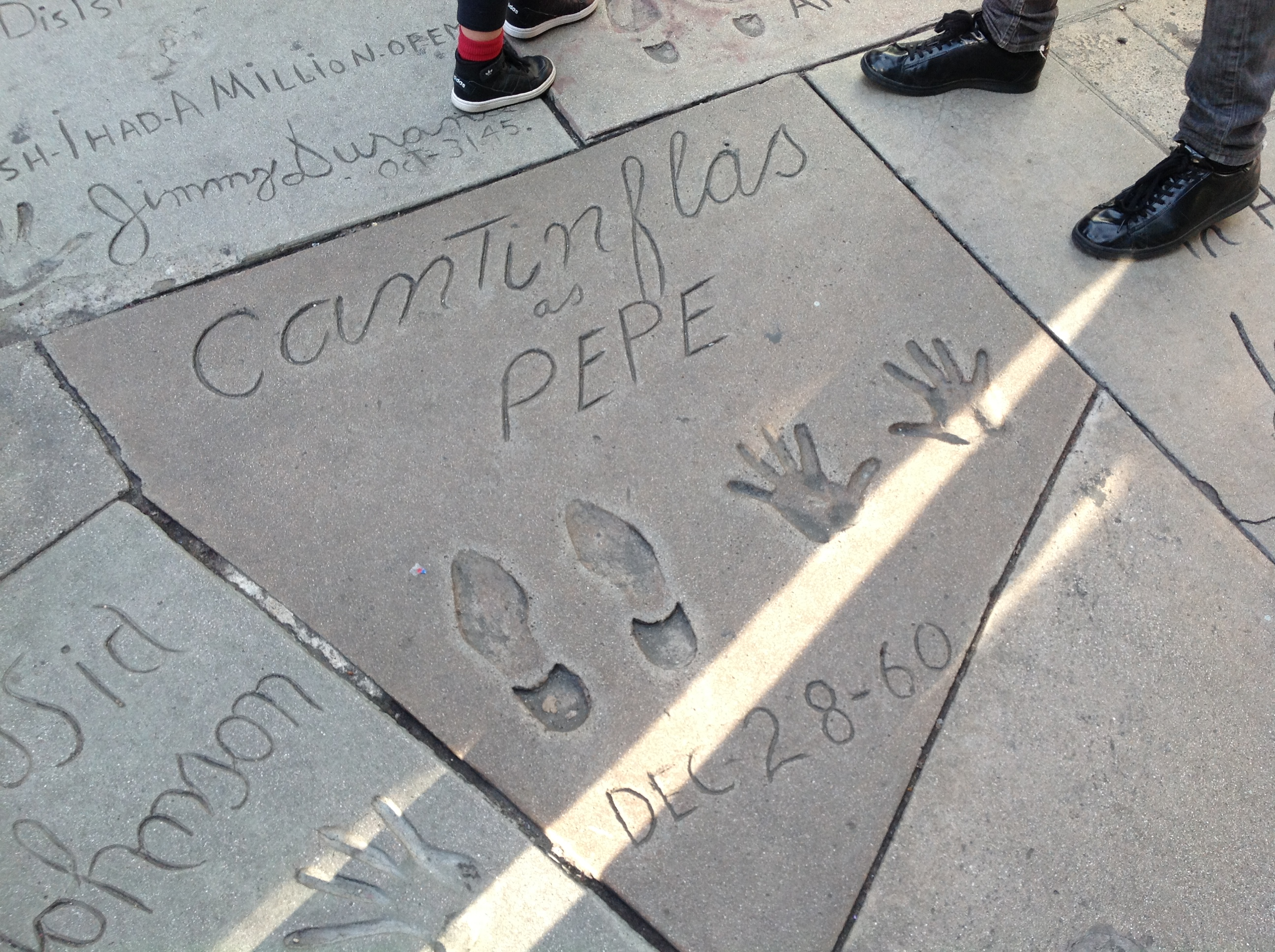
Las huellas de manos y pies de Mario Moreno, Cantinflas, en el Grauman's Chinese Theatre (Los Ángeles)

Cantinflas a veces es visto como el personaje Groucho Marx, que con sus habilidades lingüísticas ataca a los ricos, los poderosos, la policía e incluso al gobierno. El historiador y autor de Cantinflas y el Caos de la Modernidad Mexicana escribe:
"Cantinflas simboliza el peladito que triunfa sobre los poderosos usando sus trucos" y presenta a Cantinflas como la imagen misma del México de la transición."
Gregorio Luke, director ejecutivo del Museo de Arte Latinoamericano dijo: 
entender a Cantinflas es entender lo que ha pasado en México en todo el siglo pasado.
Por su parte, Monsiváis interpreta sus representaciones en términos de la importancia de la palabra hablada en el contexto del "analfabetismo reinante" de México (70% en 1930). Particularmente en la película El analfabeto, 
Cantinflas es el iletrado que toma control del lenguaje como puede.
El periodista Salvador Novo interpreta el papel de los personajes de Moreno totalmente en términos de cantinflismo: 
En condensarlos: en entregar a la saludable carcajada del pueblo la esencia demagógica de su vacuo confusionismo, estriba el mérito y se asegura la gloria de este hijo cazurro de la ciudad ladina y burlona de México, que es Cantinflas.
En su biografía de la comicidad, el estudiante de cultura mexicana Jeffrey M. Pilcher, ve a Cantinflas como una metáfora del «caos de la modernidad mexicana», una realidad que estaba fuera del alcance para la mayoría de los mexicanos.
Su lenguaje enredoso expresaba elocuentemente las contradicciones de la modernidad como «el momento palpitante de todo lo que quiere ser y no puede». De igual forma «las jerarquías sociales», los patrones del lenguaje, las identidades étnicas, y las formas masculinas de comportamiento, todos cayeron ante su humor caótico para ser reformuladas en nuevas formas revolucionarias.

### Fallecimiento
Cantinflas falleció tras haber sufrido un infarto al corazón debido a un cáncer de pulmón el 20 de abril de 1993. Miles de admiradores se reunieron en un día lluvioso para su funeral, un evento nacional que duró tres días. Sus cenizas yacen en la cripta familiar de la familia Moreno Reyes, en el Panteón Español de la Ciudad de México. Fue homenajeado por muchos jefes de Estado y por el Congreso de los Estados Unidos, que mantuvo un minuto de silencio por él. 
Después de su muerte, comenzó una batalla legal entre su hijo adoptado, Mario Moreno Ivanova, y el sobrino del actor, Eduardo Moreno, sobre el control de 34 películas hechas por Cantinflas. El sobrino sostenía que su tío le había dado permiso escrito para tomar los derechos de las películas cuando estaba en su lecho de muerte. Moreno Ivanova argumenta ser el heredero directo de Cantinflas y por lo tanto los derechos le pertenecen. Eduardo Moreno ganó la demanda en dos ocasiones, pero finalmente triunfó Moreno Ivanova, luego de dos apelaciones.
Al mismo tiempo, otra demanda surgió entre Columbia Pictures y Mario Moreno Ivanova sobre el control de esas películas. Columbia dijo que compró los derechos de las películas hacía cuatro décadas, en una corte que notó varios errores en los documentos. Moreno Ivanova quería que los derechos quedaran en su poder y, más generalmente, en el poder de México, como tesoro nacional. El 2 de junio de 2001, luego de ocho años de lucha, finalmente Columbia se quedó con los derechos de las 34 películas disputadas.
En agosto de 2011 se cumplió el centenario de su nacimiento y se celebró con una serie de eventos y festejos en todo el mundo, especialmente en el mundo hispánico. El Gobierno del Distrito Federal elaboró una exposición en el paseo de la Reforma en honor al Centenario de su natalicio.

## Filmografía y personajes
Cantinflas se caracterizó por haber interpretado una multitud de oficios a lo largo de sus películas, generalmente de carácter humilde como bolero, peluquero o barrendero, aunque también profesiones como médico, abogado, cartero, policía y hasta sacerdote y profesor, todos personificados con su inconfundible personalidad ingeniosa, extrovertida y elocuente.

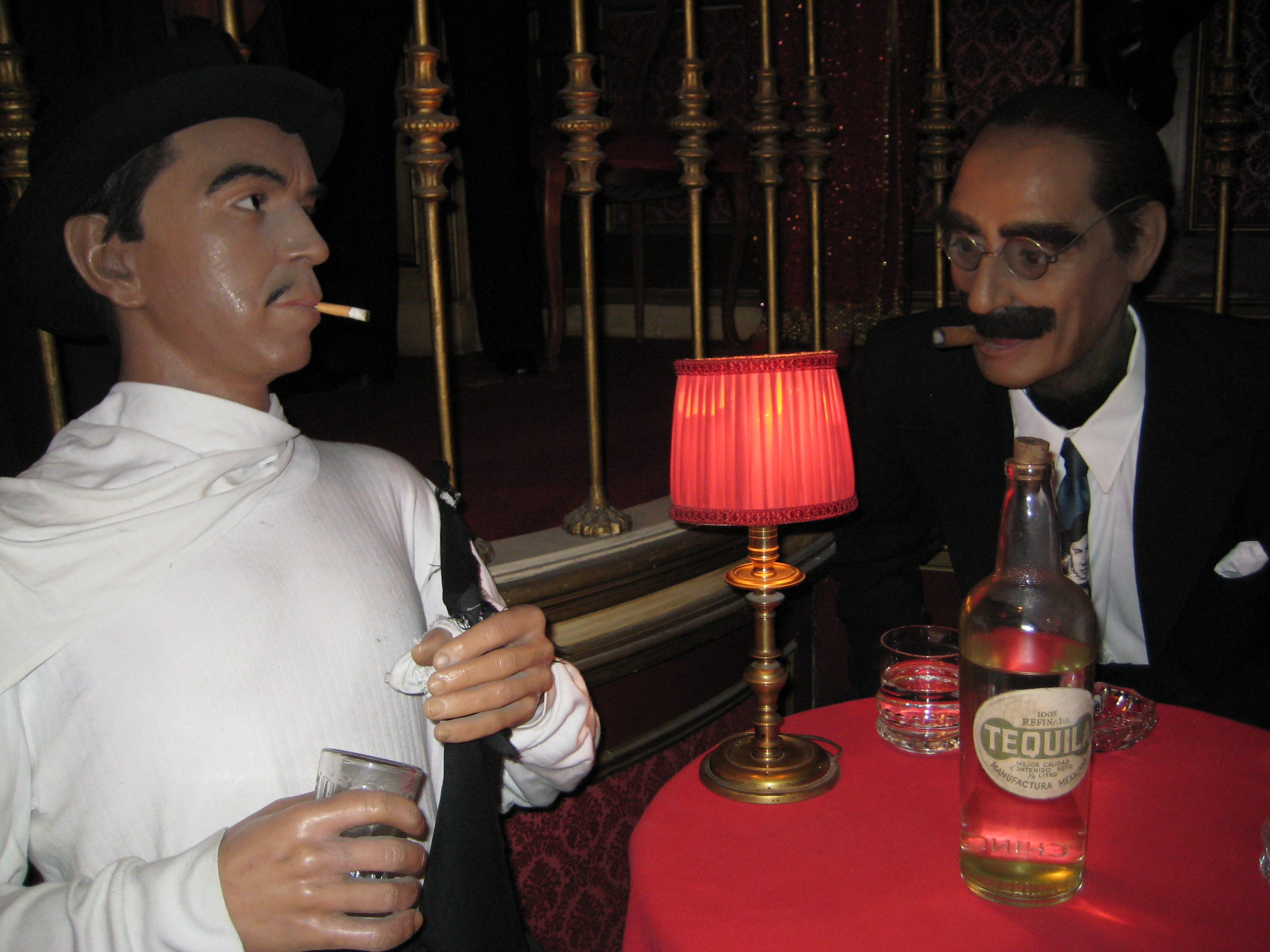
Museo de cera España. Groucho Marx con cantinflas.

### Películas en blanco y negro
- No te engañes corazón (1936) — Canti
- ¡Así es mi tierra! (1937) — El Tejón
- Águila o sol (cara o cruz) (Cantinflas en el teatro) (1938) — Polito Sol
- El signo de la muerte (1939) — Cantinflas
- Siempre listo en las tinieblas (1939) — Chencho Albondigón (cortometraje publicitario de "Eveready")
- Jengibre contra dinamita (1939) — Bala Fría (cortometraje publicitario de Bebida "Canada Dry Ginger Ale")
- Cantinflas en los censos (1940) — Cantinflas (cortometraje publicitario por el censo de ese año en México)
- Cantinflas boxeador (1940) — Cantinflas (cortometraje)
- Cantinflas ruletero (1940) — Baldomero (cortometraje publicitario de vehículos "Chevrolet")
- Cantinflas y su prima (La prima de Cantinflas) (1940) — Cantinflas (cortometraje)
- Ahí está el detalle (1940) — Cantinflas/Falso Leonardo del Paso
- Cantinflas torero (1940) — Torero bufón (Participación junto a Tin Tan, Medel y Jorge Negrete)
- Ni sangre ni arena (1941) — El Chato/Manuel Márquez "Manolete"
- El gendarme desconocido (1941) — El Chato, agente policial 777/El Rey de los Diamantes
- Carnaval en el trópico (Fiesta en Veracruz) (1942 reestrenada en 1946) — participación involuntaria
- Los tres mosqueteros (1942) — Cantinflas/D'Artagnan
- El circo (1943) — Cantinflas, zapatero
- Romeo y Julieta (1943) — Cantinflas/Abelardo del Monte/Romeo Montesco
- Gran Hotel (1944) — Cantinflas, Bell Boy/El Trece
- Un día con el diablo (1945) — Soldado/Sargento Juan Pérez
- Soy un prófugo (1946) — Cantinflas
- ¡A volar joven! (1947) — Cantinflas, piloto
- El supersabio (1948) — Cantinflas, asistente del científico
- El mago (1949) — Cantinflas/Falso Mago Krishnar
- El portero (Puerta, Jóven) (1950) — Cantinflas, portero
- El siete machos (1951) — Margarito/El Siete Machos
- El bombero atómico (1952) — Cantinflas, bombero y agente policial 777
- Si yo fuera diputado... (1952) — Cantinflas, peluquero
- El señor fotógrafo (1953) — Cantinflas, fotógrafo
- Caballero a la medida (1954) — Cantinflas, sastre
- Abajo el telón (1955) — Cantinflas, limpiaventanas
- Ama a tu prójimo (1958) — Luis
- Entrega inmediata (1963) — Feliciano Calloso, cartero y agente secreto XU 777

### Películas en color

"Cantinflas" por Rufino Tamayo, 1948, en un cartel de la exposición “La Colección de Pintura Mexicana de Jacques y Natasha Gelman”, 1992, en el Centro Cultural de Arte Contemporáneo (desaparecido) Ciudad de México.

- La vuelta al mundo en ochenta días  (1956) — Paspartout (hablada en inglés, producción estadounidense)
- El bolero de Raquel (1957) — Cantinflas, bolero
- Sube y baja (1959) — Cantinflas, ascensorista y empleado de tienda/Felipe del Hoyo/Falso Jorge Maciel.
- Pepe (1960) — Pepe (hablada en inglés, coproducción con Estados Unidos)
- El analfabeto (1961) — Inocencio Prieto y Calvo
- El extra (1962) — Rogaciano
- El padrecito (1964) — Padre Sebastián (Sebas, de cariño), sacerdote
- El señor doctor (1965) — Dr. Salvador Medina (Chava, de cariño), médico
- Su Excelencia (1967) — López (Lopitos, de cariño), diplomático, canciller y embajador
- Por mis pistolas (1968) — Fidencio Barrenillo, boticario/El Gran Brujo Mano de Santo
- The Great Sex War (1969) — General Marcos (hablada en inglés, coproducción con Estados Unidos)
- Un Quijote sin mancha (1969) — Justo Leal y Aventado, abogado
- El profe (1971) — Sócrates García, profesor
- Cantinflas Show (1969-1972) — Cantinflas (voz) (serie de animación en color)
- Don Quijote cabalga de nuevo (1973) — Sancho Panza (coproducción con España)
- Conserje en condominio (1973) — Úrsulo, conserje
- El ministro y yo (1975) — Mateo Melgarejo (Mateíto, de cariño), ex-evangelista, burócrata y filatelista
- El patrullero 777 (1978) — Sargento Diógenes Bravo, agente policial 777
- El barrendero (1981) — Napoleón Pérez García (Don Napo, de cariño), barrendero (última película)
- Cantinflas y sus amigos (1982) — Cantinflas (voz) (serie de animación en color)

## Premios y nominaciones
| Año  | Premio                | Categoría                                       | Película                           | Resultado |
| ---- | --------------------- | ----------------------------------------------- | ---------------------------------- | --------- |
| 1956 | Globo de Oro          | Globo de Oro al mejor actor - Comedia o musical | La vuelta al mundo en ochenta días | Ganador   |
| 1960 | Globo de Oro          | Globo de Oro al mejor actor - Comedia o musical | Pepe                               | Nominado  |
| 1961 | Premios Golden Laurel | Mejor interpretación cómica masculina           | Pepe                               | Nominado  |